# Jean Visconti
Pour les articles homonymes, voir Visconti et Giovanni Visconti.
Pour les autres membres de la famille, voir Famille Visconti.
Jean Visconti, en italien Giovanni Visconti, né v. 1290 à Milan et mort le 5 octobre 1354, était un noble italien qui fut co-seigneur de Milan de 1339 à 1349 avec son frère Lucien puis seul seigneur de 1349 à 1354.

## Biographie
Troisième fils du seigneur de Milan, Mathieu Ier et de Bonacossa Borri, il se destine à la carrière ecclésiastique. Il est élu archevêque de Milan par le chapitre de la cathédrale, en 1317, mais le pape Jean XXII refuse cette décision et nomme Aicardo di Comodeia.
Après la condamnation familiale pour hérésie en 1323, il trouve dans l'antipape Nicolas V nommé par l'empereur Louis IV de Bavière un allié qui lui confère le cardinalat en 1329. En 1331, il devient évêque et seigneur de Novare. En 1334, il négocie avec Aicardo di Comodeia la permutation des charges. Ce dernier ayant refusé, il faudra que Jean Visconti attende son décès, en 1339, pour s'installer, triomphalement accueilli, à sa place.

Blason familial : d'argent au serpent d'azur ondoyant en pal engloutissant un enfant de carnation

Le 16 août 1339, Azzon, seigneur de Milan, décède sans postérité et la lignée de Galéas Ier, le premier fils de Mathieu Ier, s'éteint. Le second, Marco, est mort sans postérité, en 1329. Indépendamment de la lignée du cinquième fils de Mathieu Ier, Étienne, mort en 1327, les seuls héritiers mâles du fief de Milan sont le troisième et le quatrième fils, Jean et Lucien qui deviennent donc seigneurs de Milan.
Jean laissera cependant à Lucien toute latitude quant au gouvernement de l'État milanais.
Contre la somme de 500 000 florins et en l'absence de l'empereur, le pape leur accorde, en 1341, le vicariat qui les confirme dans leur fonction.
En 1342, une bulle papale de Clément VI lève l'accusation d'hérésie qui pèse sur Jean et sa famille et le reconnaît finalement comme archevêque de Milan.
Lorsque Lucien meurt, le 24 janvier 1349, Jean décide d'associer ses neveux, les trois fils de leur frère benjamin Étienne, Mathieu, Galéas et Barnabé, à son gouvernement et les rappelle de l'exil dans lequel Lucien les avait confinés.
Le 9 octobre 1353, Jean est élu doge de Gênes et y délègue comme gouverneur Guglielmo Pallavicino. L'année suivante, il  devient seigneur de Bologne et de Novare.

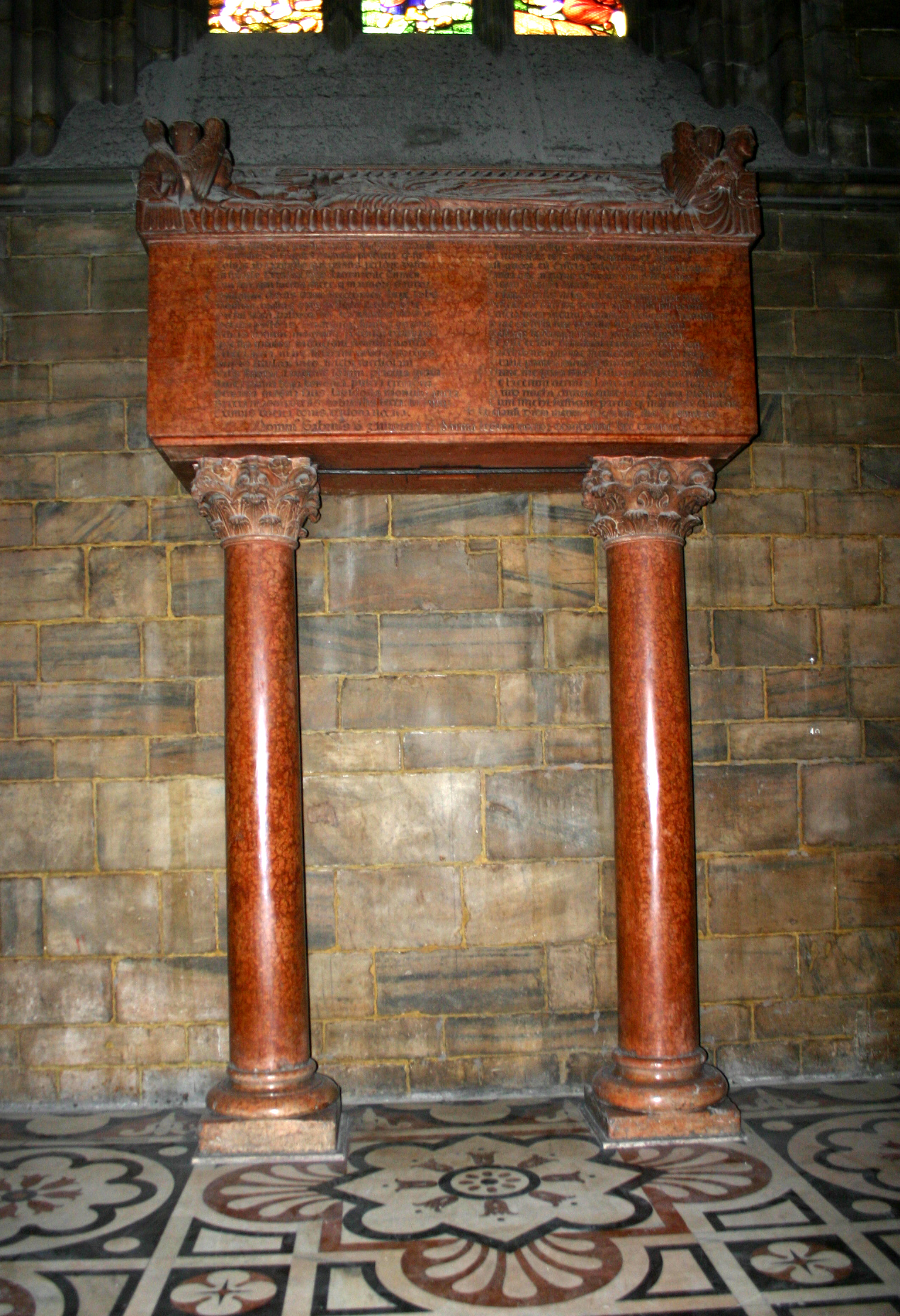
Tombeau d'Otton Visconti et de Jean Visconti dans la cathédrale de Milan

Il meurt le 5 octobre 1354 à Milan et ses trois neveux Mathieu II, Galéas II et Barnabé lui succèdent, se partageant le gouvernement de la seigneurie.

## Descendance
Jean eut deux enfants illégitimes :
- Leonardo qui devint podestat de Novare en 1332
- Margherita qui épousa Ambroise, fils aîné de Barnabé Visconti et gouverneur de Pavie.